# Куліга (Слободський район)
Кулі́га (рос. Кулига) — присілок у складі Слободського району Кіровської області, Росія. Входить до складу Шестаковського сільського поселення.
Населення становить 9 осіб (2010, 16 у 2002).
Національний склад станом на 2002 рік — росіяни 100 %.